# Кам'янка (Крупський район)
Кам'янка (біл. вёска Каменка) — село в складі Крупського району Мінської області, Білорусь. Село підпорядковане Ігрушківській сільській раді, розташоване в східній частині області.